# Grane skald
Grane skald (Grani skáld) var en isländsk furstelovskald verksam vid 1000-talets mitt. Enligt Skáldatal var han en av Harald Hårdrådes tretton  hirdskalder. Endast två drottkvättstrofer och en fjórðungr (kvartsstrof) har bevarats av en drapa som tycks ha handlat om Haralds krigståg i Danmark sommaren 1048. En av dessa strofer citeras av Snorre Sturlasson i Heimskringla (Harald hårdrådes saga); två kvartsstrofer finns i Skáldskaparmál. I övrigt är Grane skald, som Finnur Jónsson skriver, "fullständigt okänd".